# Мамут-Коджа
Маму́т-Коджа́ (укр. Мамут-Коджа, крымскотат. Mamut Qoca, Мамут Къоджа) — исчезнувшее село в Первомайском районе Республики Крым, располагавшееся на северо-востоке района, в степной части Крыма, в верховье балки безымянного правого притока реки Воронцовки, примерно в 2 километрах восточнее современного села Крестьяновка.

### Динамика численности населения
| - 1805 год — 297 чел. - 1864 год — 53 чел. - 1889 год — 71 чел. - 1892 год — 5 чел. | - 1900 год — 55 чел. - 1915 год — 6/29 чел. - 1926 год — 36 чел. |

## История
Первое документальное упоминание села встречается в Камеральном Описании Крыма… 1784 года, судя по которому, в последний период Крымского ханства Магмут Коджа входил в Четырлыкский кадылык Перекопского каймаканства. После присоединения Крыма к России (8) 19 апреля 1783 года, (8) 19 февраля 1784 года, именным указом Екатерины II сенату, на территории бывшего Крымского Ханства была образована Таврическая область и деревня была приписана к Перекопскому уезду. После Павловских реформ, с 1796 по 1802 год, входила в Акмечетский уезд Новороссийской губернии. По новому административному делению, после создания 8 (20) октября 1802 года Таврической губернии, Мамут-Коджа был включён в состав Бустерчинской волости Перекопского уезда.
По Ведомости о всех селениях в Перекопском уезде состоящих с показанием в которой волости сколько числом дворов и душ… от 21 октября 1805 года в деревне Мамут Ходжа числилось 45 дворов 297 жителей, исключительно крымских татар. На военно-топографической карте генерал-майора Мухина 1817 года деревня Магмут коджа обозначена с 50 дворами. После реформы волостного деления 1829 года деревню, согласно «Ведомости о казённых волостях Таврической губернии 1829 года» отнесли к Ишуньской волости (переименованной из Бустерчинской). На карте 1836 года в деревне 50 дворов, как и на карте 1842 года.
В 1860-х годах, после земской реформы Александра II, деревня осталась в составе Ишуньской волости. В «Списке населённых мест Таврической губернии по сведениям 1864 года», составленном по результатам VIII ревизии 1864 года, Мамут-Коджа — владельческая татарская деревня, с 7 дворами, 53 жителями и мечетью при колодцах. По обследованиям профессора А. Н. Козловского начала 1860-х годов, в селении были «колодцы глубиною 10—15 саженей (от 21 до 32 м) и половина колодцев с солёною или горькою водою». На трёхверстовой карте Шуберта 1865—1876 года в деревне Мамут-Коджа обозначено 13 дворов). По «Памятной книге Таврической губернии 1889 года», составленной по результатам Х ревизии 1887 года, в деревне Мамут числилось 12 дворов и 71 житель.
После земской реформы 1890 года деревню отнесли к Джурчинской волости.
Согласно «…Памятной книжке Таврической губернии на 1892 год», в экономии землевладельца Овсеева Мамут-Коджа, не входившей ни в одно сельское общество, было 5 жителей в 1 домохозяйстве. По «…Памятной книжке Таврической губернии на 1900 год» в экономии Мамут-Коджа числилось 55 жителей в 1 дворе. По Статистическому справочнику Таврической губернии. Ч.II-я. Статистический очерк, выпуск пятый Перекопский уезд, 1915 год, в экономии Котляревской Мамут-Коджа Джурчинской волости Перекопского уезда числилось 4 двора (1 двор с землёй, 3 — безземельные) с русским населением в количестве 6 человек приписных жителей и 29 «посторонних», из которых 29 мужчин и 6 женщин. В экономии числилось 1200 десятин удобной земли. В хозяйствах имелось 20 лошадей, 8 коров и 8 голов мелкого скота.
После установления в Крыму Советской власти и учреждения 18 октября 1921 года Крымской АССР, в составе Джанкойского уезда был образован Курманский район, в состав которого включили село. В 1922 году уезды получили название округов. 11 октября 1923 года, согласно постановлению ВЦИК, в административное деление Крымской АССР были внесены изменения, в результате которых был ликвидирован Курманский район и село включили в состав Джанкойского. Согласно Списку населённых пунктов Крымской АССР по Всесоюзной переписи 17 декабря 1926 года, в селе Мамут-Коджа, Джурчинского сельсовета Джанкойского района, числилось 7 дворов, все крестьянские, население составляло 36 человек. В национальном отношении учтено: 18 украинцев, 16 русских, 1 татарин. Постановлением ВЦИК РСФСР от 30 октября 1930 года был создан Фрайдорфский еврейский национальный район (переименованный указом Президиума Верховного Совета РСФСР № 621/6 от 14 декабря 1944 года в Новосёловский) и Юдендорф включили в его состав, а после разукрупнения в 1935-м и образования также еврейского национального Лариндорфского (с 1944 — Первомайский), село переподчинили новому району. Село ещё обозначено на двухкилометровой карте Генштаба 1942 года, в дальнейшем в доступных документах не встречается.